# Abyssocottus
Abyssocottus, rod slatkovodnih riba koji obuhvaća 3 endemske vrste u Bajkalskom jezeru u Rusiji. Prvi puta su otkrivene 1906 kada su okrivene dvije vrste koje je opisao Berg i svrstao u porodicu Abyssocottidae i redu škarpinki.
To su manje ribe koje žive na velikim dubinama od najmanje 200 pa do 1600 metara a narastu manje od 15 centimetara. Odlikuju se pljosnatom glavom i velikim ustima. 
Posljednja riba ovog roda otkrivena je 1955., A. elochini